# Rossano Pecoraro
Rossano Pecoraro (Salerno, 5 luglio 1971) è un filosofo e storico della filosofia italiano.
Dal 2000 vive e lavora a Rio de Janeiro (Brasile), dove ha conseguito il Dottorato di Ricerca in Filosofia nel 2007. È docente di ruolo del Dipartimento di Filosofia dell´Universidade Federal do Estado do Rio di Janeiro (UNIRIO).

## Biografia
Dopo studi giuridici presso la Facoltà di Scienze Politiche, Pecoraro si laurea in Filosofia presso l´Università di Salerno con una tesi sul pensiero del filosofo franco-romeno Emil Cioran. Dall´inizio degli anni novanta collabora con il Corriere della Sera, Il Messaggero, Il Giornale di Napoli come cronista di nera e di giudiziaria. In questi anni si avvicina ad alcuni artisti contemporanei che gravitano intorno all´Accademia di belle arti di Brera organizzando due Mostre a Ravello e dedicandosi al coordinamento editoriale dei rispettivi cataloghi. Tra i partecipanti: Domenico Paladino, Vettor Pisani (artista), Omar Galliani, Jan Knap, Giordano Montorsi, Iler Melioli, Xante Battaglia. Un'esperienza che sarà importante in seguito, quando i tratti metafisici e di rivolta dell´opera d´arte contemporanea verranno riscoperti in chiave nichilista.
Nel 2000 lascia l´Italia e, dopo aver visitato alcuni paesi europei, giunge a Rio de Janeiro a bordo di un mercantile. Dopo il Master, conclude il Dottorato di Ricerca in Filosofia Contemporanea presso la Pontificia Università Cattolica di Rio di Janeiro e il Post-Dottorato (2010-2013) grazie ad una Borsa di Studio della CAPES/PNPD. Dal 2013 è docente effettivo del Dipartimento di Filosofia della Universidade Federal do Estado do Rio di Janeiro (UNIRIO), fondatore e direttore di "Quadranti" – Rivista internazionale di filosofia contemporanea e direttore del Laboratorio di filosofia politica e morale, finanziato dal CNPq (il CNR brasiliano, dedicato a Gerardo Marotta, fondatore e presidente dell´Istituto italiano per gli studi filosofici di Napoli.

## Il percorso intellettuale
È possibile dividere il percorso di studi e di pensiero di Pecoraro in due momenti distinti.
Il primo, definito "attivismo filosofico", comprende tutte le attività e le iniziative tese a vivacizzare e svecchiare il dibattito critico e filosofico in Brasile tra la fine degli anni novanta del secolo scorso e gli anni 10 di questo secolo: la realizzazione di varie decine di convegni e festival filosofici in diverse città del Paese; la fondazione di 4 riviste scientifiche (Analógos, Alter, Forum Krisis, Quadranti); la divulgazione di temi e autori poco studiati (Analitici e Continentali, Filosofia della tecnoscienza, Nichilismo, Filosofia del suicidio, Metafisica e Teatro, Derrida, Vattimo, Nancy, Esposito, Zizek, Agamben); l´impegno istituzionale e editoriale; i contatti personali o epistolari, e le sue ripercussioni nel dibattito carioca, con alcuni dei più importanti pensatori della contemporaneità (da Vattimo a Esposito, da Rorty a Bodei; da Givone a Volpi, da Mattei a Ferraris; da Honneth a Larmore), ecc.
Il secondo, si snoda su due assi portanti: la transizione italo-carioca, che gira intorno a temi come nichilismo, suicidio e filosofia negativa e il pensiero più maturo degli ultimi anni, che si muove intorno a problemi di filosofia politica e morale.

## Il pensiero filosofico

### La Filosofia negativa e l'agire dell'Io tragico-nichilista
La prima fase del suo pensiero è dedicata all´elaborazione di una filosofia disperata e negativa, assolutamente slegata da prospettive etico-politiche (che però diventeranno centrali nella seconda fase della sua riflessione). Si tratta di una filosofia fondata sul nichilismo di Nietzsche e su una tradizione di autori maledetti della filosofia e della letteratura moderna, riletti a partire dal prisma pessimista di Emil Cioran e della sua filosofia del voyeur "esteticamente salvifica" di un datato phatos esistenzialista, del “tutto è vano” risultato ultimo della sua analisi filosofica del suicidio, della psicanalisi contemporanea e dei lacci concettuali e storici tra nichilismo, nulla e negazione.
Il risultato è una teoria anti-fondazionale, che poggia le sue radici in una soggettività pessimista e malincolica, che nega qualsiasi teoria etica, sociale e politica estremizzando così l´accusa nietzschiana-cioraniana contro l´umanità e tutte le sue costruzioni sociali, storiche e morali. In questo orizzonte di assenza di senso, decadenza e corruzione metafisica, l´unica, eventuale, maniera di ribellarsi e resistere si concretizza, paradossalmente, nell´appello alla responsabilità e all´azione di un Io "tragico-nichilista".

### Filosofia del presente, critica della servitù volontaria in democrazia e lotta per la trasformazione della sinistra
Negli anni 2006-2007 è possibile intravedere un cambiamento teorico e personale. Insoddisfatto, Pecoraro dà inizio alla ricerca di un orizzonte di senso diverso e più profondo che lo porta, però, alla perdita quasi totale dei suoi precedenti fili conduttori. Interessi, letture, pubblicazioni, ricerche si frammentano e perdono in intensità e chiarezza. È soltanto con il ritorno a Rio di Janeiro, dopo alcuni anni trascorsi nel Nord-Est brasiliano, la regione più povera e meno sviluppata del Paese, il rinnovato dialogo/scontro con “lo stile carioca di vivere” sia universitario-filosofico sia sociale e in virtù degli avvenimenti del giugno 2013(le proteste di piazza contro il Governo), che il pensiero di Pecoraro si arricchisce di nuove forme e di una prospettiva di ricerca più latinoamericana.
Decisive, in questa fase, sono le questioni etico-politiche, la critica dell´umanismo sociale contemporaneo e l´impegno filosofico. In primo luogo devono essere segnalati, per l´importanza che rivestono, i due Seminari tenuti presso l´Istituto per gli studi Filosofici di Napoli nel 2014 (dedicato all´"Analitica del Biopotere") e nel 2015 (su "Nietzsche e la Biopolitica"). Nel primo, Pecoraro riformula il concetto di Biopotere criticando la lettura di Michel Foucault usando come chiave interpretativa il "Bios" di Roberto Esposito; nel secondo discute e mette alla prova la sua lettura radicalmente “sistematica” dell´opera nietzschiana fondata sull´unità di volontà di potenza, avvento dell´oltre-uomo e ultrapassamento del nichilismo. Oltre a questi due temi, il rigetto delle tesi relativiste/postmoderne; lo studio delle relazioni tra massa e potere nell´era digitale; l´affermazione di una visione essenzialista dell´essere umano nell´epoca della tecnica; la riscoperta della psicanalisi, del movimento Modernista brasiliano e lo studio di autori come Leopoldo Zea, Slavoj Žižek, Alain Badiou, Baruch Spinoza, Étienne de La Boétie – spingono Pecoraro all´elaborazione di un percorso teorico che, fondandosi sulla necessità di “pensare il presente” (e non il futuro) e di una “filosofia dell´attualità” e sulla convinzione che le categorie filosofiche post-maggio ’68 sono obsolete e dannose per spiegare e trasformare il nostro tempo, si concentra in due diversi ambiti di ricerca in una complessa e non risolta tensione tra aspirazioni teoretiche universalistiche e l´impegno filosofico nella realtà e nella cultura brasiliana e latinoamericana.
Il primo – etico-morale – si occupa delle condizioni di possibilità di nuove forme di soggettività nell´epoca dei "diritti di tutte le cose del mondo" e dell´attuale "reazione alla crisi di fondamenti" dichiarata dal pensiero del XX secolo, delineando quindi le basi di una "filosofia del dovere" di stampo postilluminista.
Il secondo – politico-sociale– attraverso la critica del politicamente corretto e della “retorica democratica”, la decostruzione del concetto di democrazia attraverso la ripresa dell´idea di La Boétie di servitù volontaria, la lotta contro il “fascismo sociale di sinistra” (e della sinistra), tende a ripensare il concetto di Democrazia e le pratiche "democratiche" nei sistemi di potere contemporanei e, più specificamente, si dedica all´esame delle possibilità di una trasformazione radicale del pensiero filosofico di sinistra (e della sinistra) e di una concezione del “Politico” in senso non tecnicista e non "sinistroide-reazionario".

## Opere
- La filosofia del voyeur, Salerno-Napoli, Il Sapere, 1999, ISBN 8881190753.
- Metafisica e poesia nel pensiero di Maria Zambrano, in Atti del Convegno Metafisica 2003, Roma, Fondazione Idente, 2004, ISBN 9788895316314.
- (PT) A Filosofia em chamas, Porto Alegre, EDIPUCRS, 2004, ISBN 8574304530.
- (PT) Niilismo, Rio di Janeiro, Zahar, 2007, ISBN 9788537800171.
- (FR) Du Droit à la Justice: Derrida et Vattimo, in Contemporary Philosophy - Proceedings of the Twenty-First World Congress of Philosophy), Istanbul, Philosophical Society of Turkey, 2007, ISBN 978-975-7748-34-2.
- (PT) Filosofia contemporânea. Niilismo, política, estética, Rio di Janeiro-São Paulo, Loyola-EditoraPUC, 2008, ISBN 8515031345.
- (PT) Filosofia da História, Rio di Janeiro, Zahar, 2009, ISBN 9788537801574.
- (ES) Justicia, Derecho y Violencia, in Ontología del Declinar, Buenos Aires, Biblos, 2009, ISBN 9789507867712.
- (PT) De Ortega y Gasset a Vattimo, in Os Filósofos. Clássicos da Filosofia., vol. 3, Rio de Janeiro, Vozes, 2009, ISBN 8532637809.
- (PT) O sentimento do Nada: Giacomo Leopardi e María Zambrano, in Latinidade da América Latina - enfoques filosóficos e culturais, São Paulo, Hucitec, 2009, ISBN 9788560438761.
- Cosa resta della Filosofia Contemporanea?, in Quadranti - Rivista Internazionale di Filosofia Contemporanea, vol. 1, Salerno-Roma, 2013, ISSN 2282-4219 (WC · ACNP).
- (PT) Analíticos ou Continentais: uma introdução à filosofia contemporânea”, Rio di Janeiro, 7Letras-CAPES, 2013, ISBN 9788542101188.
- (PT) Cenários da Filosofia contemporânea: fim da pós-modernidade e new realism, in Ética e política contemporânea (Atti XVI Encontro ANPOF), vol. 8, São Paulo, ANPOF, 2013, ISBN 9788588072343.
- Filosofia della storia (latinoamericana)?, in Quadranti - Rivista Internazionale di Filosofia Contemporanea, vol. 3, Salerno-Roma, 2016, ISSN 2282-4219 (WC · ACNP).
- (PT) Da justiça e da moral. Ou da resistência contemporânea diante do Tribunal dos Direitos, in Atti del PPG-FIL, Porto Alegre, FI, 2015, ISBN 9788566923766.
- (PT) O discurso filosófico-libertário do inadequado Dr. H, in Filosofia e Literatura - Encontros contemporâneos, Porto Alegre, Gradiva, 2016, ISBN 9788568858035.